# Hulst
Hulst (anhörenⓘ) (seeländisch und ostflämisch Ulst) ist eine niederländische Stadtgemeinde der Provinz Zeeland und hatte am 1. Januar 2025 laut Angabe des CBS 27.385 Einwohner.

## Lage
Die Gemeinde bestreicht den östlichen Teil der Region Zeeuws Vlaanderen nahe der belgischen Grenze; die belgische Stadt Antwerpen ist nur 22 km entfernt. Hulst bezeichnet sich selbst als die „flämischste Stadt der Niederlande“.
Die Straße N60, vom neuen Westerscheldetunnel zur N49 in Belgien (Antwerpen – Zelzate – Brügge) und weiter nach Sint-Niklaas führt im Kreis um die Stadt Hulst herum.

## Ortsteile
Die Gemeinde wird in folgende Ortsteile aufgeteilt:
| Nr. | Ort           | Einwohner |
| --- | ------------- | --------- |
| 01  | Hulst         | 10.895    |
| 02  | Sint Jansteen | 3.160     |
| 03  | Clinge        | 2.315     |
| 04  | Graauw        | 940       |
| 05  | Heikant       | 1.165     |
| 06  | Nieuw Namen   | 960       |
| 07  | Kapellebrug   | 350       |
| 08  | Kloosterzande | 3.185     |
| 09  | Lamswaarde    | 555       |
| 10  | Terhole       | 460       |
| 11  | Vogelwaarde   | 1.810     |
| 12  | Hengstdijk    | 670       |
| 13  | Ossenisse     | 285       |
| 14  | Kuitaart      | 250       |
| 15  | Walsoorden    | 330       |
|     | Gemeinde      | 27.330    |

1. ↑  Bezirksnummer
2. ↑  (Stand: 1. Januar 2024)

## Geschichte
Hulst erhielt 1180 Stadtrechte von flämischen  Grafen Philipp von Elsass. Die Bevölkerung der Region beschäftigte sich im Mittelalter mit der Salzgewinnung: es wurde Torf ausgegraben, welcher durch die Meeresnähe salzhaltig war; als der Torf verbrannt war, blieb das Salz zurück. Auch Flachs wurde, unter anderem beim heutigen Dorf Heikant, damals wie heute angebaut. Hulst entwickelte sich zu einer bedeutenden Festungs- und Hafenstadt, wo unter anderem mit Laken gehandelt wurde.
Inzwischen war auf einer kleinen Düne, im Mundart „kling“, das Dorf Clinge entstanden. Im Spätmittelalter gab es oft Streitigkeiten zwischen den Grafen von Flandern und den großen dortigen Städten wie Gent. Die Hulster standen zumeist auf der Seite des Grafen. Das führte Ende des 15. Jahrhunderts dazu, dass Truppen der Stadt Gent anrückten und Hulst besetzten.
Hulst lag im Achtzigjährigen Krieg zunächst (mit einer kurzen Unterbrechung 1591–1595) im Gebiet der Katholiken. Die spanischen Erzherzogen Albrecht und Isabella versahen es zwischen 1615 und 1621 mit einer Umwallung und zwei vorgeschobenen Werken, den Forts Liefkenshoëck und Zandberg. Der holländische Feldherr Friedrich Heinrich eroberte es jedoch 1645 mit der Belagerung von Hulst. Das hatte die Einkreisung und Blockierung der Schelde und Antwerpens zur Folge. Die Festung wurde im Jahre 1747 von den Truppen des französischen Marquis de Contades belagert. Sie kapitulierte am 11. Mai.
Die wirtschaftliche Entwicklung von Hulst wurde, da es stark auf Flandern gerichtet war, stark beeinträchtigt. Als 1795 der Hafen geschlossen wurde (der Wasserlauf zur Schelde war so versandet, dass keine Schiffe mehr hindurchfahren konnten), trat Armut ein. Erst als im 20. Jahrhundert bessere Straßen gebaut wurden und nach 1950 der Tourismus sich entwickelte, kehrte der Wohlstand wieder zurück.
Das Dorf St. Jansteen hieß im Mittelalter Sint-Jan ter Steene. Dort stand ein Steen (ein Steinbau, vielleicht ein Schloss oder Turm), und das Dorf war bis 1795 eine Herrlichkeit, von einem Freiherrn verwaltet.
Die ganze Region war bis zum 16. Jahrhundert besät mit Refugien und „uithoven“ (Ausweichhäuser beziehungsweise Bauernhöfe) der großen Klöster Flanderns, unter anderem Ter Doest. Auch in Hulst selbst bauten die Mönche derartige Häuser.

## Gemeinderat
Der Gemeinderat setzt sich seit 1982 folgendermaßen zusammen:
| Partei                        | Sitze a | Sitze a | Sitze a | Sitze a | Sitze a | Sitze a | Sitze a | Sitze a | Sitze a | Sitze a | Sitze a |
| Partei                        | 1982    | 1986    | 1990    | 1994    | 1998    | 2002    | 2006    | 2010    | 2014    | 2018    | 2022    |
| ----------------------------- | ------- | ------- | ------- | ------- | ------- | ------- | ------- | ------- | ------- | ------- | ------- |
| Algemeen Belang Groot Hulst b | –       | –       | –       | –       | –       | –       | –       | 5       | 6       | 7       | 7       |
| CDA                           | 4       | 4       | 4       | 4       | 4       | 6       | 4       | 3       | 3       | 4       | 4       |
| Groot Hontenisse              | –       | –       | –       | –       | –       | 3       | 3       | 4       | 3       | 3       | 3       |
| PvdA                          | 1       | 3       | 3       | 3       | 3       | 3       | 5       | 3       | 3       | 2       | 2       |
| HulstPLUS                     | –       | –       | –       | –       | –       | –       | –       | –       | –       | 2       | 2       |
| VVD                           | 3       | 3       | 2       | 2       | 3       | 1       | 1       | 2       | 1       | 2       | 1       |
| D66                           | 0       | –       | –       | 1       | 0       | –       | –       | –       | –       | 0       | 1       |
| FvD                           | –       | –       | –       | –       | –       | –       | –       | –       | –       | –       | 1       |
| SP                            | –       | –       | –       | –       | –       | –       | 1       | 1       | 1       | 1       | –       |
| Progressief Hulst             | –       | –       | –       | –       | 3       | 2       | 3       | 3       | 3       | 0       | –       |
| Hulst Anders                  | –       | –       | –       | –       | –       | –       | –       | –       | 1       | –       | –       |
| Algemeen Belang Hulst b       | –       | –       | –       | –       | –       | 2       | 2       | –       | –       | –       | –       |
| Groot Hulst b                 | –       | –       | 4       | 6       | 4       | 4       | 2       | –       | –       | –       | –       |
| Gemeenschappelijke Belangen b | 2       | 2       | 2       | 6       | 4       | 4       | 2       | –       | –       | –       | –       |
| Lijst Bruggeman c             | 2       | 1       | 1       | 1       | –       | –       | –       | –       | –       | –       | –       |
| Clinge voor Algemeen Belang d | –       | 2       | 1       | –       | –       | –       | –       | –       | –       | –       | –       |
| Gemeentebelangen e            | 2       | 2       | –       | –       | –       | –       | –       | –       | –       | –       | –       |
| Lijst Eeman                   | 1       | –       | –       | –       | –       | –       | –       | –       | –       | –       | –       |
| Lijst Neefs d                 | 1       | –       | –       | –       | –       | –       | –       | –       | –       | –       | –       |
| Lijst Van Dorsselaer d        | 1       | –       | –       | –       | –       | –       | –       | –       | –       | –       | –       |
| Gesamt                        | 17      | 17      | 17      | 17      | 17      | 21      | 21      | 21      | 21      | 21      | 21      |

Anmerkungen

## Wirtschaft
In Hulst blüht der Handel. Versandhäuser wie Neckermann Versand hatten dort eine Filiale. Auch die Landwirtschaft und der Tourismus sind von Bedeutung. Ein seit den 1950er Jahren für Hulst bedeutender Betrieb war der Maschinenbauer A. de Bakker, der für seine Hostienbackmaschinen weltweit bekannt war. 2002 übernahm der Hostienbackmaschinenhersteller Kissing in Menden das Hulster Unternehmen.

## Städtepartnerschaft
- Michelstadt, Deutschland

## Sehenswürdigkeiten

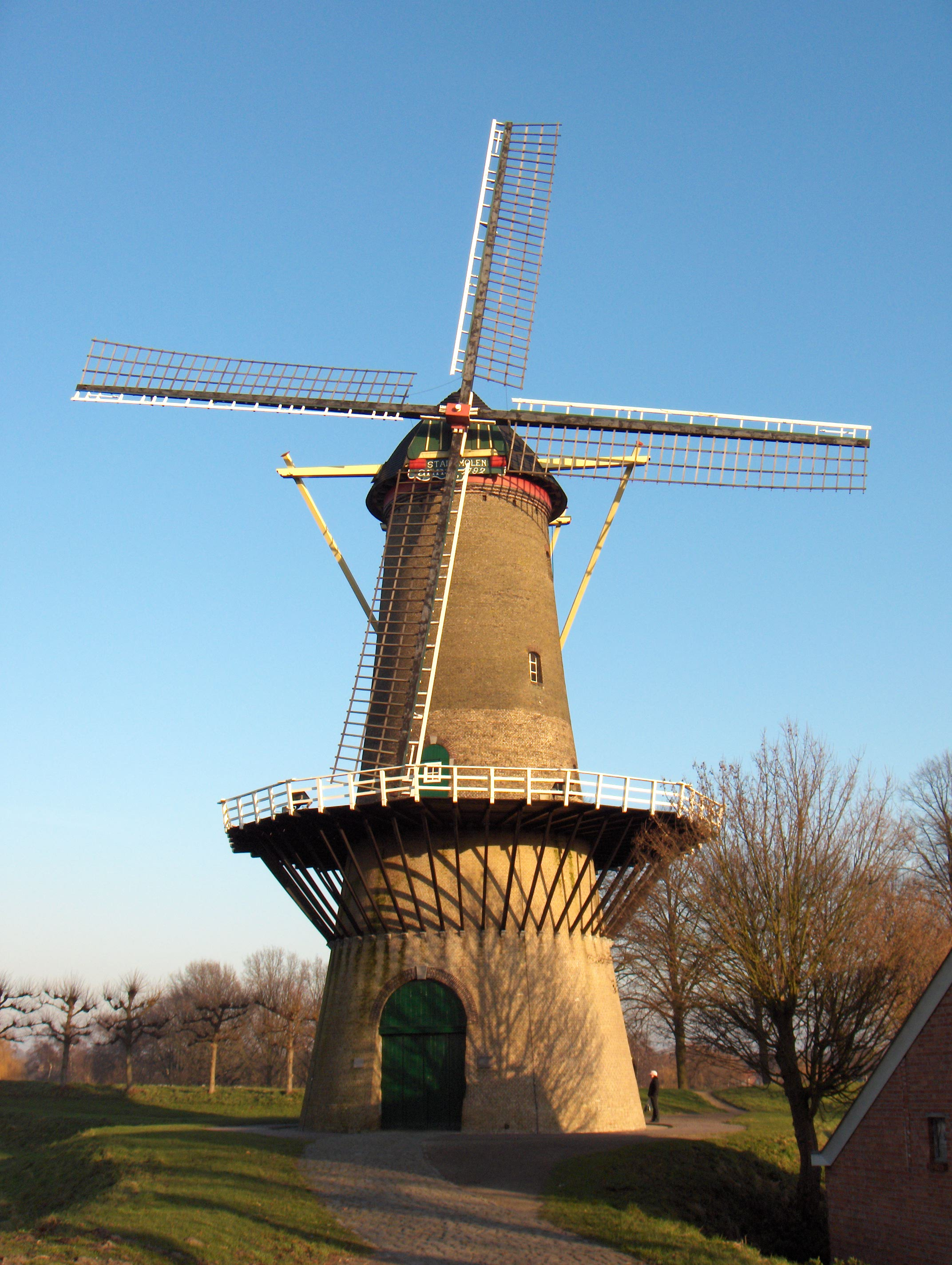
Stadtmühle

- Die drei Kilometer lange Stadtbefestigung stammt aus der Zeit des Achtzigjährigen Krieges. Man kann über die Festungswälle rund um die Stadt spazieren. Das seinerzeitige Fort Zandberg vor der Stadt ist noch mit seinen vollständigen Erdwällen vorhanden.
- Zu den Sehenswürdigkeiten der Stadt gehört ebenfalls die St.-Willibrordus-Basilika, die in den Jahren 1200 bis 1534 gebaut wurde. Der Turm der Kirche wurde nach einem Brand im Jahr 1562 wiederaufgebaut, desgleichen nach einem Brand im Jahr 1663, wiederum nach dem Jahr 1724 wegen seiner Baufälligkeit und erneut im Jahr 1957 nach der kriegsbedingten Zerstörung aus dem Jahr 1944. Den Titel einer Basilika erhielt die Kirche im Jahr 1935.
- Hulst hat ein Heimatmuseum („De 4 Ambachten“) in einem alten „refugiehuis“ (Refugium, klösterlichen Ausweichhaus).[8]
- Im Norden der Gemeinde gibt es die Watten des „ertrunkenen Landes von Saeftinghe“, ein Naturgebiet am Scheldeufer.
- In Clinge werden noch Holzschuhe hergestellt.

## Bilder

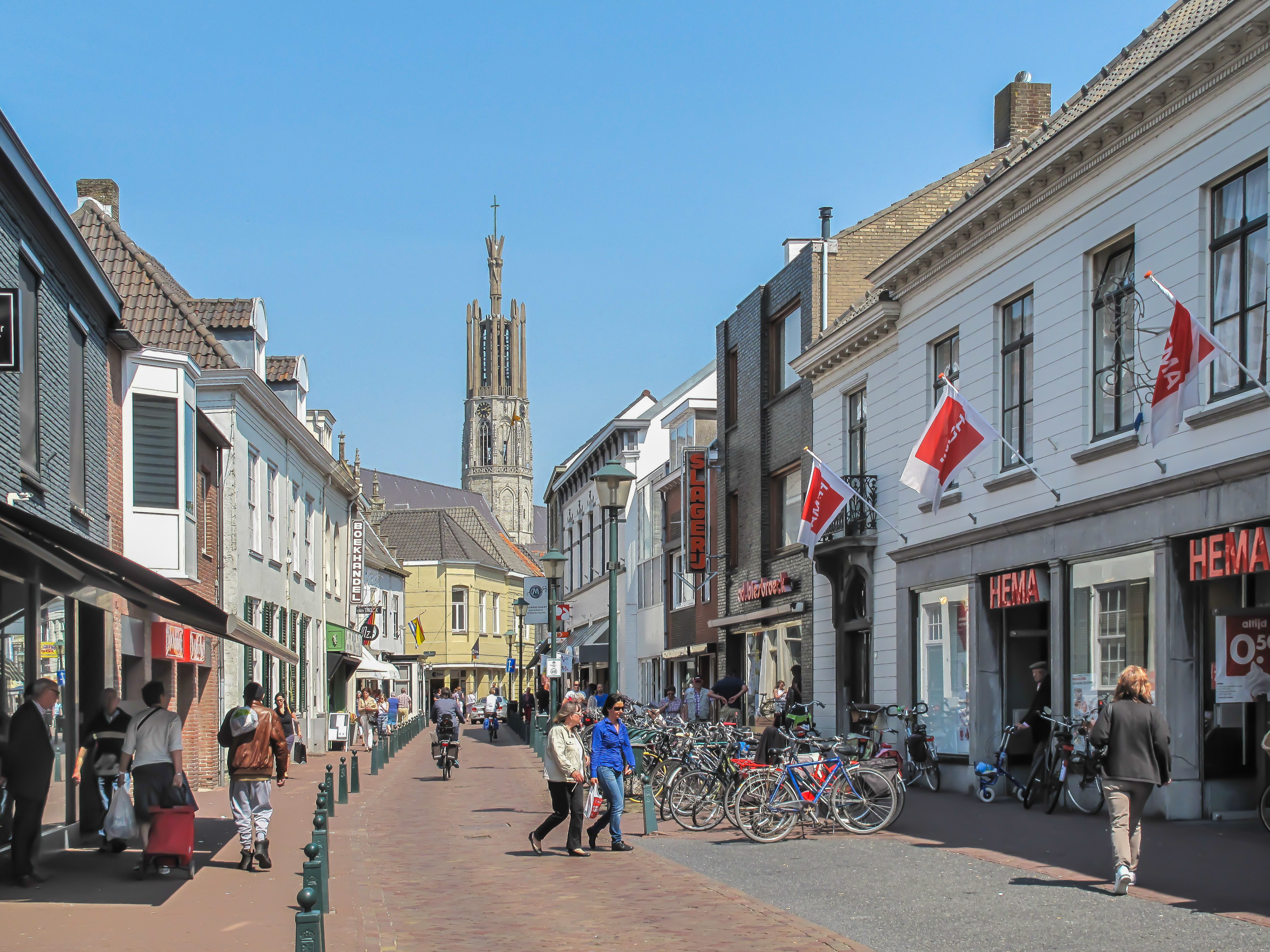
Hulst, Turn der Basilika (Sint Willibrordusbasiliek)
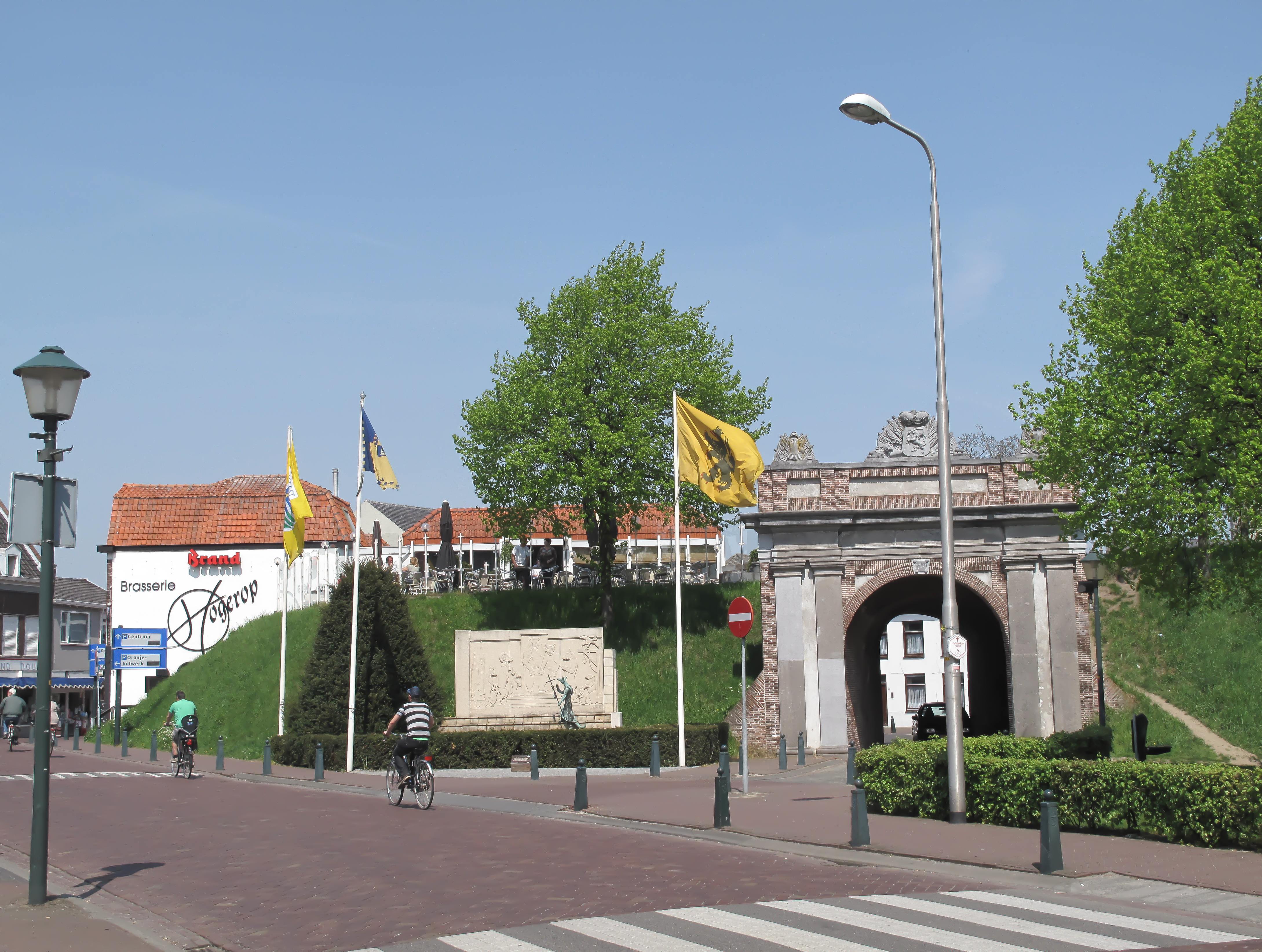
Hulst, Tor (de Gentse Poort) in der Straße
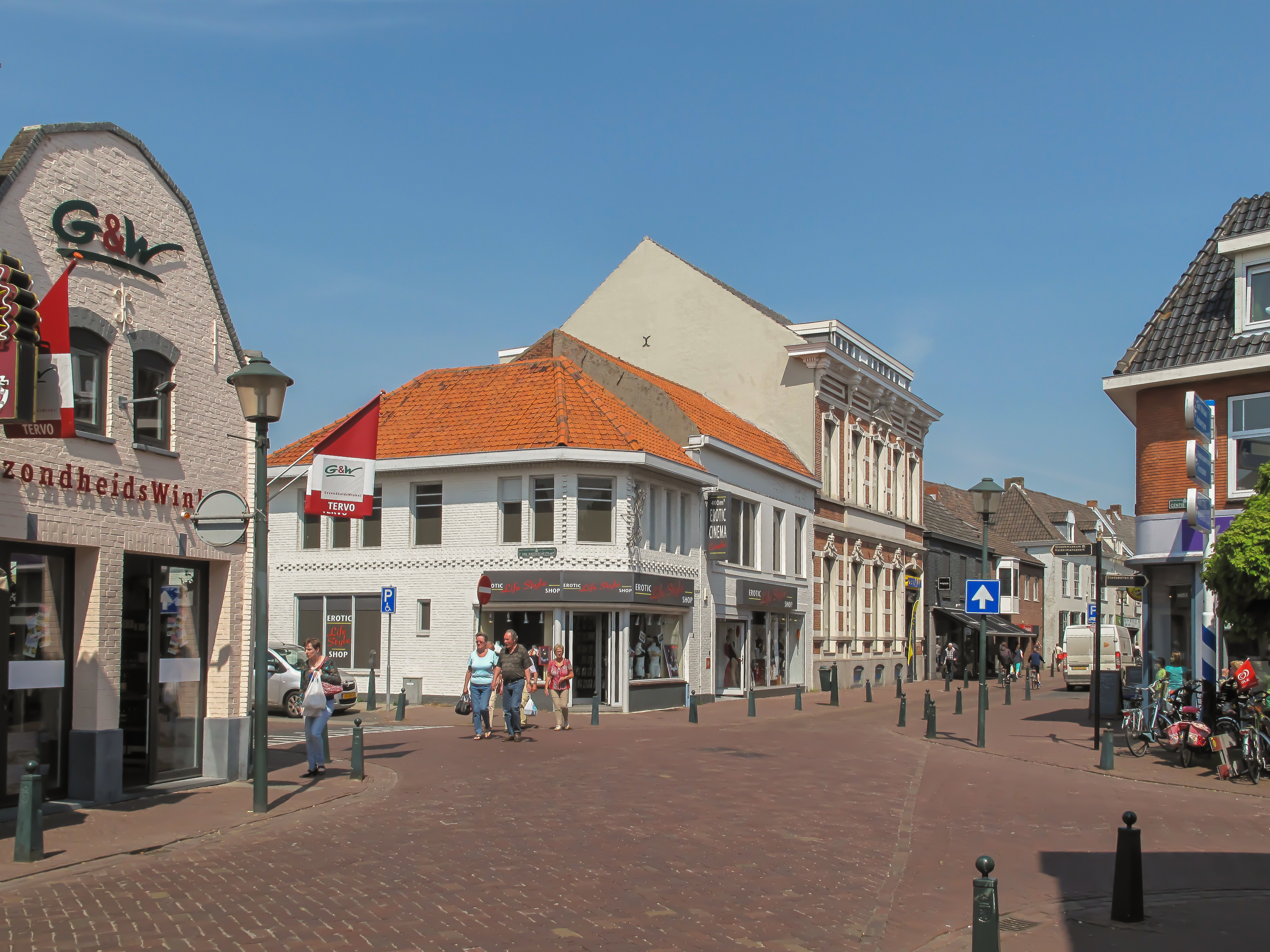
Hulst, Straße: Gentsestraat
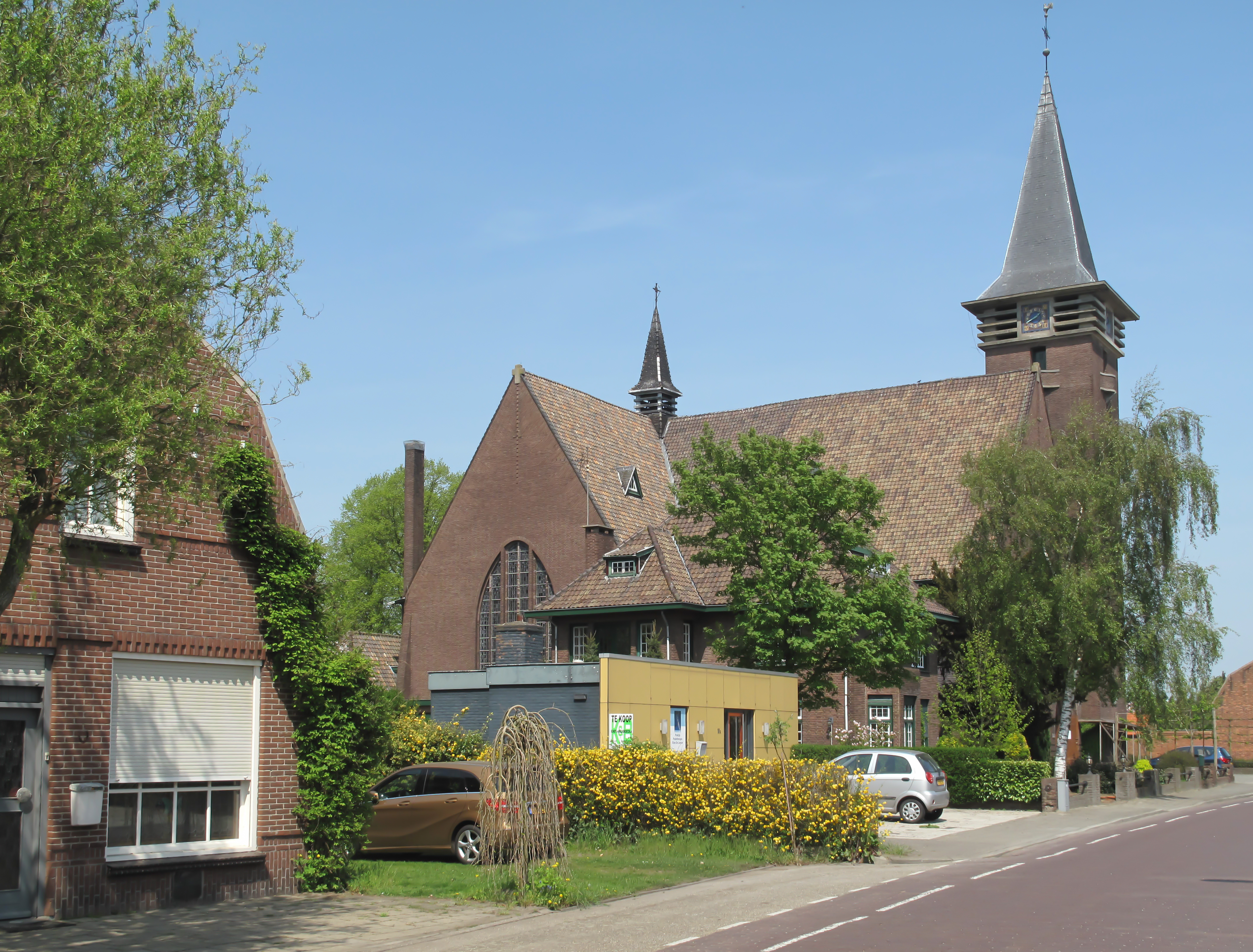
Heikant, Kirche: kerk van de Heilige Theresia van het kindje Jezus
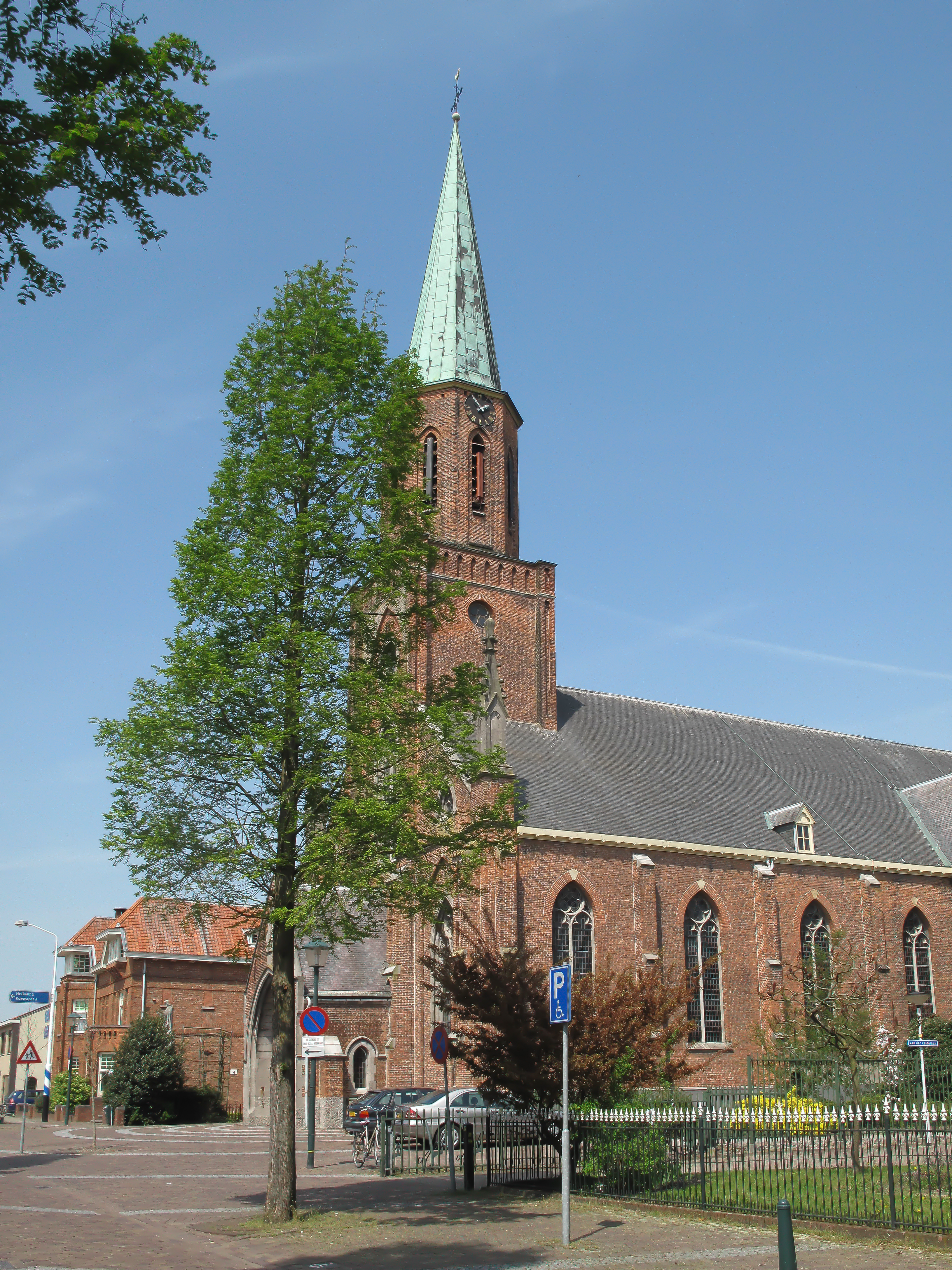
Sint Janssteen, Kirche: de Sint Johannes de Doperkerk
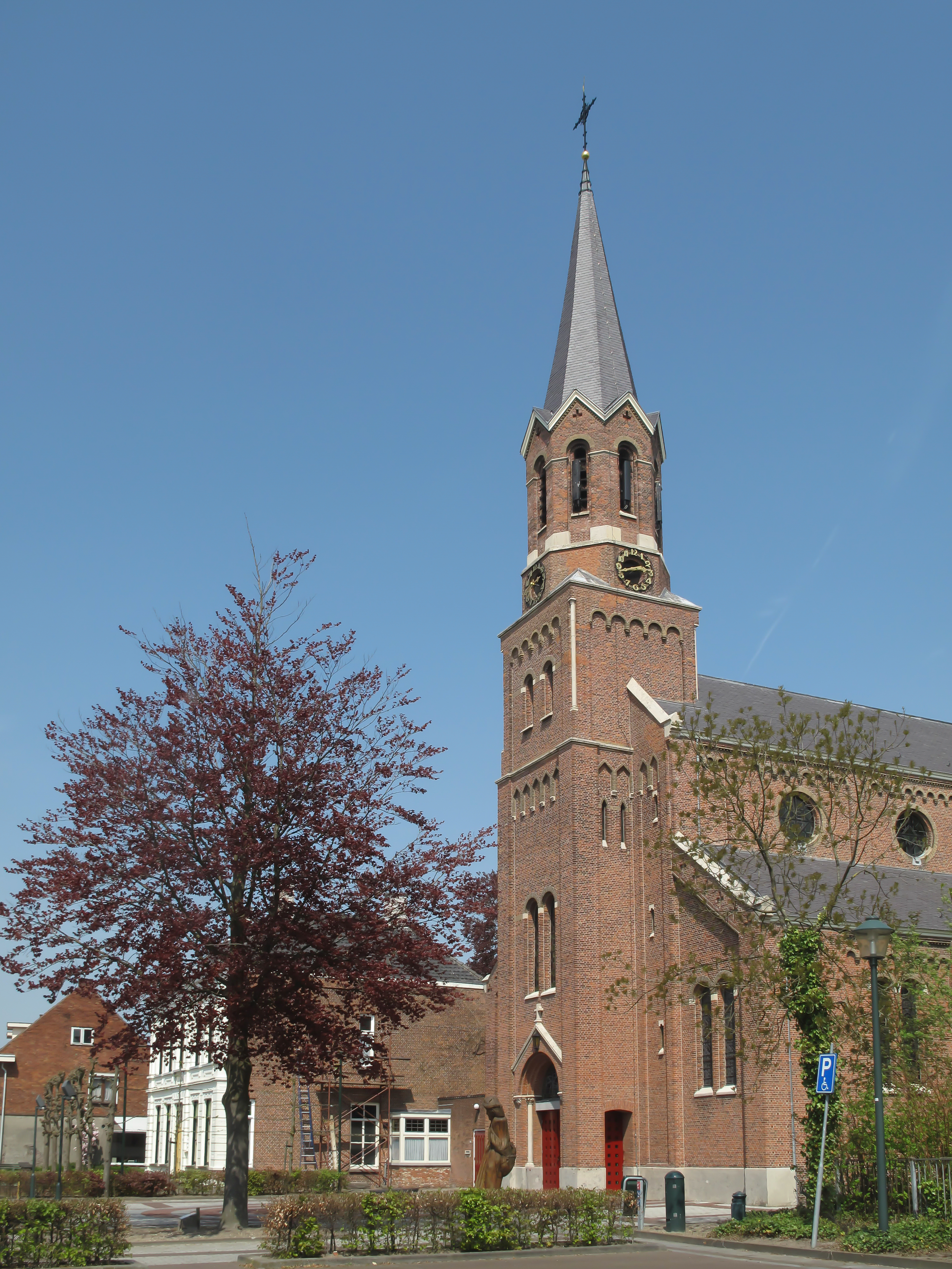
Clinge, Kirche: de Heilige Henricuskerk

## Reineke Fuchs

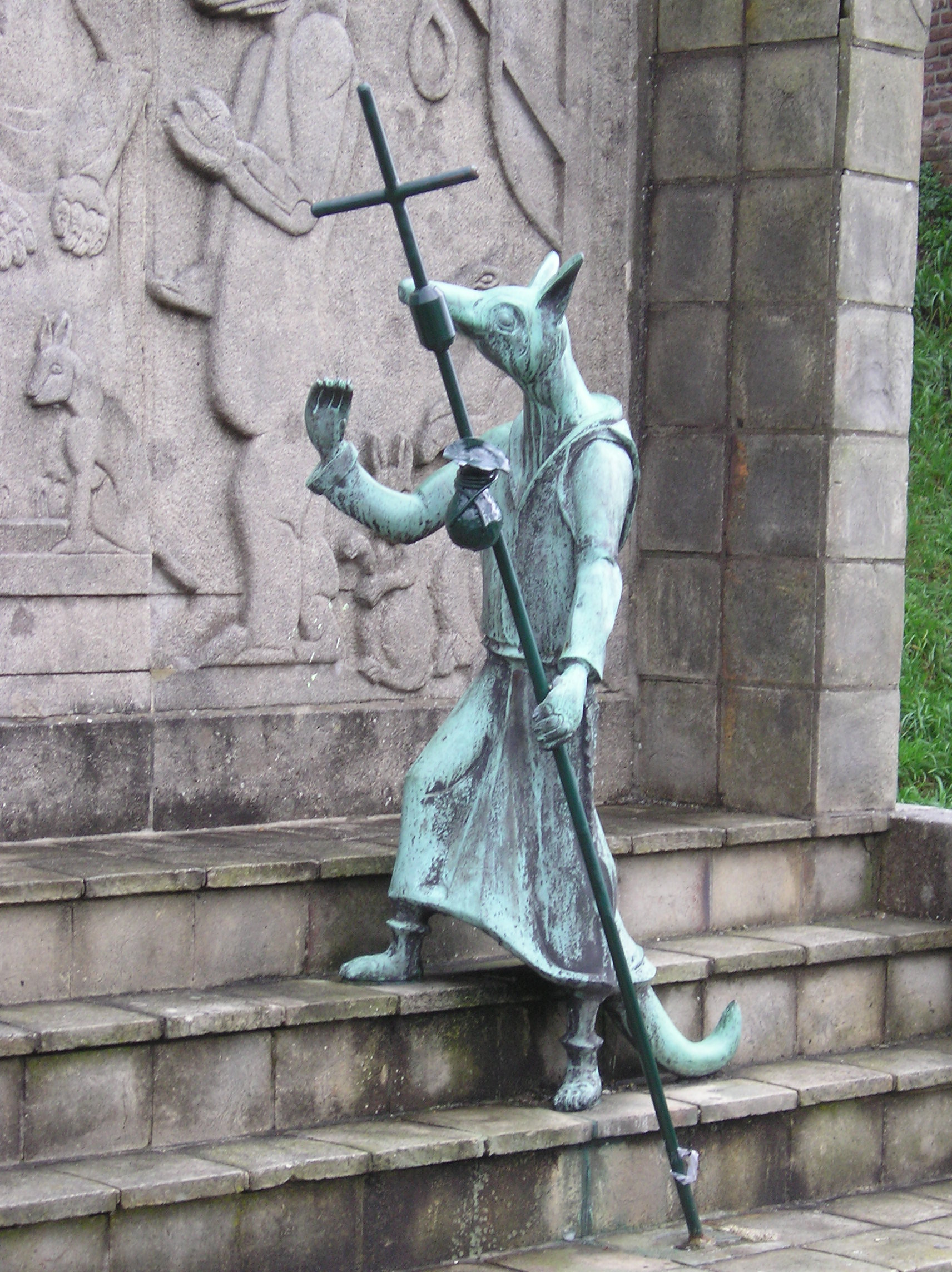
Reynaert-Denkmal für das niederländische Vorbild des Reineke Fuchs

Eine niederländische Version des Versepos Reineke Fuchs wurde Ende des 12. Jahrhunderts unter dem Titel „Van den vos Reynaerde“ verfasst. Darin wird die Stadt Hulst namentlich erwähnt, woran die Stadt mit einem Denkmal und kulturellen Veranstaltungen erinnert.

## Söhne und Töchter der Gemeinde
- Cornelis de Vos (1585–1651), Maler
- Cesar Bogaert (1910–1988), Radrennfahrer
- Theo Verschueren (* 1943), belgischer Radrennfahrer
- Jan Menu (* 1962), Jazzmusiker
- Michel Everaert (* 1963), Beachvolleyballspieler
- Ellen van Loon (* 1963), Architektin
- Jean Paul de Bruijn (* 1965), Karambolagespieler
- Eva Buchmann (* 1982), belgische Jazzmusikerin